# H-1 (motore a razzo)
Il Rocketdyne H-1 è un motore a razzo a propellente liquido alimentato a LOX e RP-1, capace di produrre 900 kN di spinta. È stato sviluppato per essere utilizzato negli stadi primari S-I ed S-IB dei Saturn I e Saturn IB, dove operava in un cluster di otto unità. Dopo il programma Apollo, i motori H-1 rimanenti vennero modificati e rinominati in Rocketdyne RS-27, che furono utilizzati nel 1974 nel primo stadio del lanciatore Delta 2000.

## Storia

### Le prime versioni
L'H-1 fa parte di una serie di motori sviluppati a partire dal missile balistico V2. Durante la seconda guerra mondiale, infatti, la North American Aviation (NAA) ottenne diversi motori da 264,9 kN del V2 tedesco con lo scopo di convertire le misure dal sistema metrico allo standard SAE. Allo scopo la NAA creò internamente la "Propulsion Division", che più tardi prese il nome di Rocketdyne. La NAA ottenne inoltre molta documentazione tecnica riguardo ai propulsori, grazie alla quale scoprì che la Germania aveva in mente di migliorarne le prestazioni tramite l'utilizzo di un nuovo iniettore di carburante. Tuttavia i tedeschi non riuscirono mai a far funzionare correttamente il progetto, che quindi non entrò mai in servizio. Al contrario, i tecnici statunitensi decisero di affrontare il problema, trovandone una soluzione rapidamente; questo permise di implementare delle modifiche che permisero di aumentare la spinta del motore a 330 kN prima, per poi raggiungere i 350 kN della configurazione del missile Redstone.
La NAA stava anche lavorando sul progetto del missile da crociera SM-64 Navaho, che utilizzava lo stesso motore come booster per portare il missile alla velocità necessaria all'accensione ed al funzionamento del motore principale ramjet. L'Air Force chiese sempre più maggiori performance dal Navaho, e questo spinse la NAA a costruire velivoli più grandi e con propulsori altrettanto capaci per lanciarli. All'inizio degli anni cinquanta, il design del motore venne migliorato fino a produrre 530 kN di spinta. Tutte queste versioni del motore, cosi come lo stesso del V2 dal quale naquerp, usavano l'etanolo come propellente, ma vennero sperimentati anche bruciando kerosene, gasolio, diluenti per vernici, e carburante per aviogetti JP-4 e JP-5. Nel gennaio del 1953 Rockedyne avviò il programma "REAP" per convertire questi motori all'uso di uno specifico e studiato tipo di kerosene per razzi, il "Rocket Propellant-1" o RP-1 (denominazione militare ufficiale MIL-R-25576).
Nel 1955, l'Air Force selezionò una versione del motore alimentata a JP-4 per equipaggiare i missili Atlas; seguì una versione con spinta di 670 kN per i missili Thor e Jupiter, arrivando così a produrre il Rocketdyne S-3D (o LR-79).
Tutti questi motori erano basati su un concetto base simile, che includeva un "iniettore a cascata", dove molti piccoli iniettori venivano usati per spruzzare il carburante nella camera di combustione principale. I propulsori condividevano inoltre anche un complesso sistema di avvio delle turbopompe, che utilizzava un set di serbatoi del propellente secondari e un impianto idraulico che alimentava un generatore di gas e i combustori principali, mentre le pompe continuavano a portare il circuito del propellente in pressione. Una complessa serie di valvole elettro-pneumatiche gestivano i vari flussi di carburante fino all'avvio del motore.

### La versione X-1

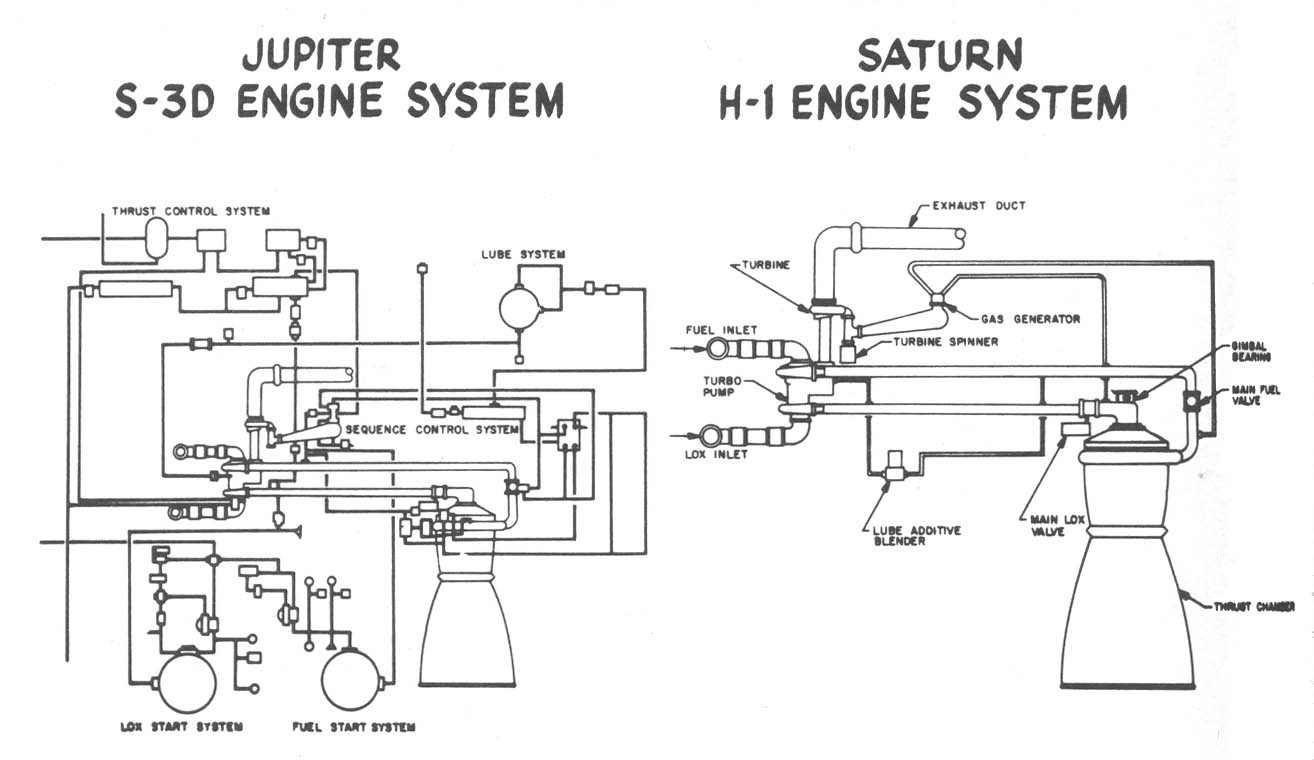
Il grafico mostra la radicale semplificazione dell'S-3D, attraverso l'X-1 (non mostrato), verso l'H-1 del Saturn IB.

Con il successo nelle operazioni della versione S-3D per i missili Thor e Jupiter, la compagnia spostò la propria attenzione verso una versione decisamente più avanzata del motore; originariamente conosciuto come S-3X, venne poi rinominato X-1.
Questa nuova versione sostituì il complesso sistema di valvole, sensori ed elettronica necessari per la regolazione del combustibile con un nuovo sistema a valvole comandate direttamente dalla pressione del combustibile stesso. Grazie a questo cambiamento, la complessa procedura di accensione diventò completamente automatica e "guidata" dal flusso stesso del propellente. Inoltre nell'X-1 vennero rimossi interamente i serbatoi secondari per l'accensione, che vennero sostituiti con un piccolo motore a razzo a propellente solido che convogliava i fumi di scarico verso il generatore di gas per mettere in rotazione le turbopompe. Ciò semplificò drammaticamente tutto il sistema di tubazioni del motore, ma permetteva una sola accensione del motore. Le precedenti versioni potevano, teoricamente, essere riaccesi in volo, l'X-1 però possedeva solamente una cartuccia di accensione e quindi non potevano essere effettuate ulteriori riaccensione dopo quella di avvio al decollo.
Design successivi dell'X-1 rimossero l'accensione tramite combustibile solido per sostituirla con combustibile ipergolico. Questo semplificò anche la procedura di montaggio del sistema di accensione, in quanto le versioni più vecchie richiedevano che le cariche di combustibile solido venissero inserite tramite dei fori all'interno della camera di combustione; le nuove versioni, invece, permettevano al combustibile ipergolico di essere spruzzato direttamente nell'iniettore principale. Il combustibile utilizzato, il trietilalluminio (TEA), veniva fornito in forma di cubi provvisti di un diaframma che bruciava quando il flusso di propellente nell'iniettore raggiungeva un determinato livello.
Infine, con l'X-1 venne introdotto un nuovo sistema di lubrificazione che aggiungeva una piccola quantità di additivo al combustibile usato (RP-1) durante il suo passaggio nei vari componenti. Il lubrificante veniva trasportato sotto-pressione verso i vari cuscinetti e boccole del sistema di turbopompe, lubrificando ed asportando calore dai vari componenti.

### Il Saturn e l'H-1
Il programma Saturn iniziò come un progetto, su richiesta del Dipartimento della Difesa, per la creazione di un lanciatore pesante in grado di portare un carico utile tra i 4500 ed i 18000 kg in orbita terrestre bassa (LEO) o accelerare tra i 2700 e i 5400 kg fino alla velocità di fuga. I vettori all'epoca disponibili, se potenziati, avrebbero potuto portare solo 4500 kg in orbita bassa. Era richiesto quindi un disegno nuovo e più potente, e nell'aprile del 1957, Wernher von Braun assegnò a Heinz-Hermann Koelle il compito di sviluppare preliminarmente il progetto.
La soluzione di Koelle per ridurre i tempi di sviluppo prevedeva l'installazione di un insieme di serbatoi per il propellente, presi dai missili Redston e Jupiter, su di una struttura alla cui base sarebbe poi stati installati i motori necessari. I calcoli dimostrarono che era necessaria una spinta di circa 45 tonnellate come minimo, limitando quindi ampiamente la scelta di motori utilizzabili. Cercando un propulsore adatto, Koelle scoprì l'esistenza del Rocketdyne E-1, tramite George Sutton, un propulsore da 1800 kN in sviluppo per il missile Titan. All'epoca, l'E-1 era il più grande e potente motore a razzo in fase di sviluppo che poteva rispettare la scadenza che l'ARPA aveva dato a von Braun per finire di sviluppare quello che era conosciuto al tempo come Juno V. L'E-1 era stato originariamente sviluppato come motore di backup per il missile Titan, progettato specificatamente per essere il più semplice possibile, nel caso in cui il progetto dell'Aerojet General LR-87 non fosse andato a buon fine.
Il lancio dello Sputnik nell'ottobre dello stesso anno causò diversi rapidi cambiamenti nello sviluppo del programma spaziale statunitense. Per dimostrare le proprie intenzioni pacifiche, gli Stati Uniti decisero di spostare la competenza dei vari programmi di lancio non militari ad una nuova agenzia, la NACA, che sarebbe poi diventata la futura NASA. Dal momento che l'esercito statunitense perse interesse nei razzi pesanti, accettò di spostare il team di von Braun dell'ABMA alla nuova agenzia, fondando il Marshall Space Flight Center. Il trasferimento ebbe luogo nel 1960.
Poco dopo che questi piani furono stabiliti, nel luglio 1958 l'ARPA visitò l'ABMA e comunicò a Von Braun che avevano ancora a disposizione 10 milioni di dollari da spendere prima del suo trasferimento, e gli chiese se ci fosse un modo per impiegare in maniera efficace questo denaro. Von Braun chiamò Koelle e mostrò loro un modello del Juno V, ma i funzionari dell'ARPA notarono che il motore E-1 non sarebbe stato pronto per il 1960. Riflettendo, decisero che la migliore soluzione era di aggiornare gli esistenti Rocketdyne S-3D per portarli da 780 kN a 890 kN e usare 8 di questi motori al posto di 4 E-1.
Quando Koelle andò alla Rocketdyne cercando una versione aggiornata del S-3D, l'azienda gli presentò l'X-1 e suggerì di adoperare quest'ultimo anziché aggiornare nuovamente l'S-3; anche se sperimentale, l'X-1 era già nel giusto range di spinta ed era pronto per lo sviluppo completo. Un contratto per lo sviluppo venne firmato il 15 agosto 1958 e, per l'inizio del 1959, il nome del nuovo lanciatore fu cambiato da Jupiter a Saturn, riferendosi alla successione del pianeta dopo Giove, essendo Jupiter il design precedente dell'ABMA.

## Descrizione

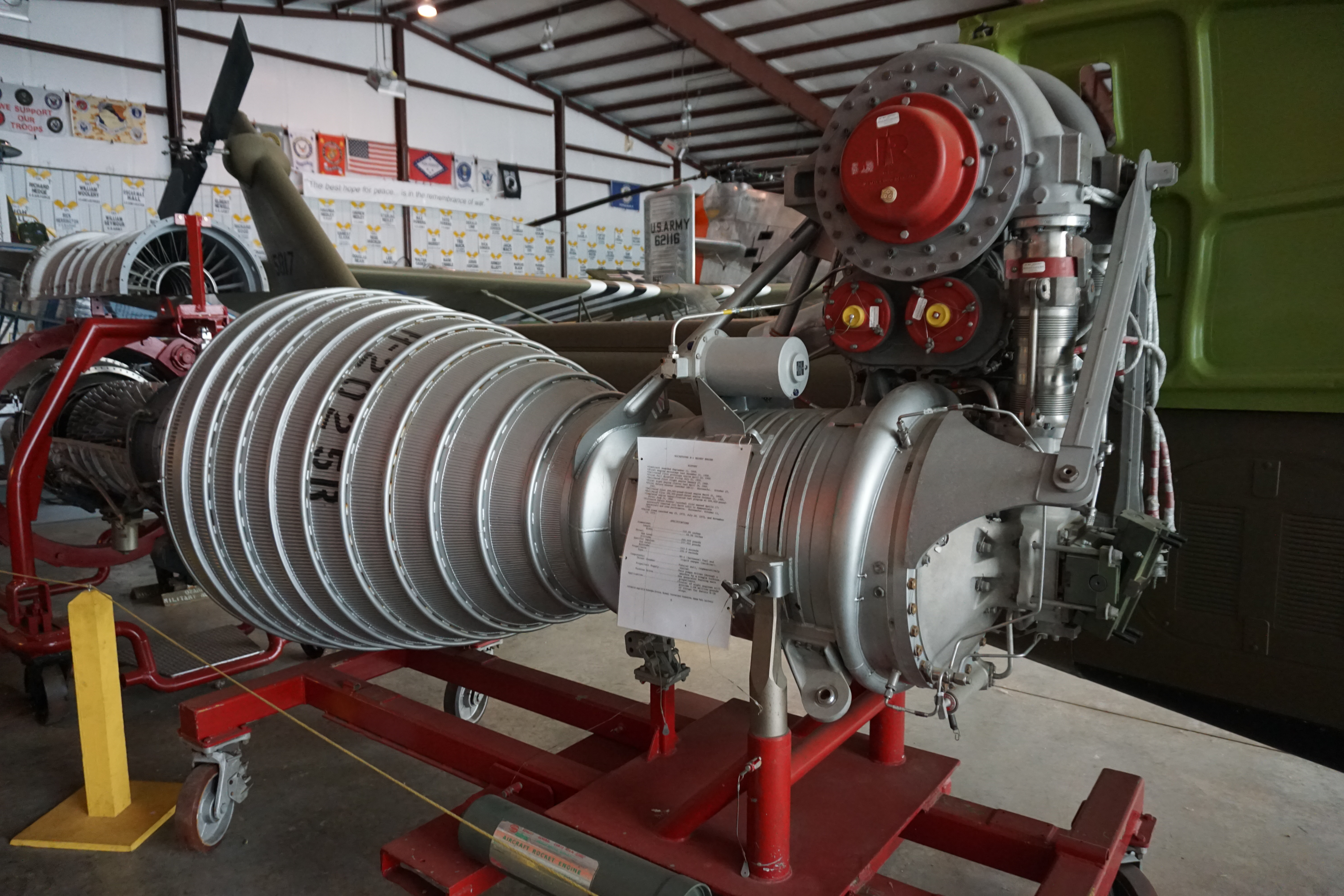
Un H-1 in mostra all'Arkansas Air & Military Museum a Fayetteville, Arkansas (USA)

Come tutti i primi motori Rocketdyne, l'H-1 impiegava un iniettore a cascata alimentato da turbopompe e veniva raffreddato per rigenerazione usando il propellente stesso.
Diversamente dal J-2 usato nello stadio S-IVB, l'H-1 era un motore capace di un solo avvio. Poteva essere acceso diverse volte - e infatti i motori erano sottoposti a due o più test statici di accensione prima della missione al fine di certificarli idonei al volo - ma non poteva essere riavviato in volo, in quanto alcuni componenti richiesti per la sequenza di accensione non erano riutilizzabili. In particolare, l'avvio delle turbopompe era garantito da un generatore di gas a propellente solido (SPGG, Solid Propellant Gas Generator in inglese), il quale era essenzialmente un piccolo razzo a propellente solido che doveva essere sostituito dopo ogni accensione.
Per avviare il propulsore era necessario applicare una tensione alternata di 500V al SPGG, che innescava la combustione del propellente solido. La reazione produceva gas surriscaldato che veniva portato ad una pressione di 600-700 psi tramite accumulo, a seguito del quale la rottura di un diaframma collassabile permetteva l'efflusso del gas nella turbina delle turbopompe del combustibile. Queste iniziavano quindi il processo di pompaggio del combustibile e dell'ossidante nel motore, mentre i gas caldi provenienti dal SPGG fornivano anche l'energia richiesta inizialmente per accendere la miscela combustibile/ossidante. Una volta che la combustione era avviata, con il propellente e l'ossidante che venivano pompati nella camera di combustione, il processo si auto-sostentava fino allo spegnimento del motore.

## Specifiche
- Costruttore: NAA/Rocketdyne

- Applicazioni

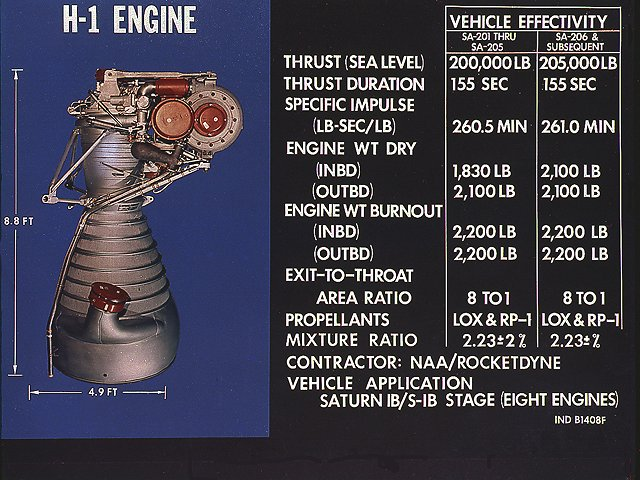
Diagramma originale delle specifiche

  - Saturn I / 1º stadio S-I  - 8 motori
  - Saturn IB / 1º stadio S-IB  - 8 motoriGli 8 motori H-1 sul primo stadio del Saturn I

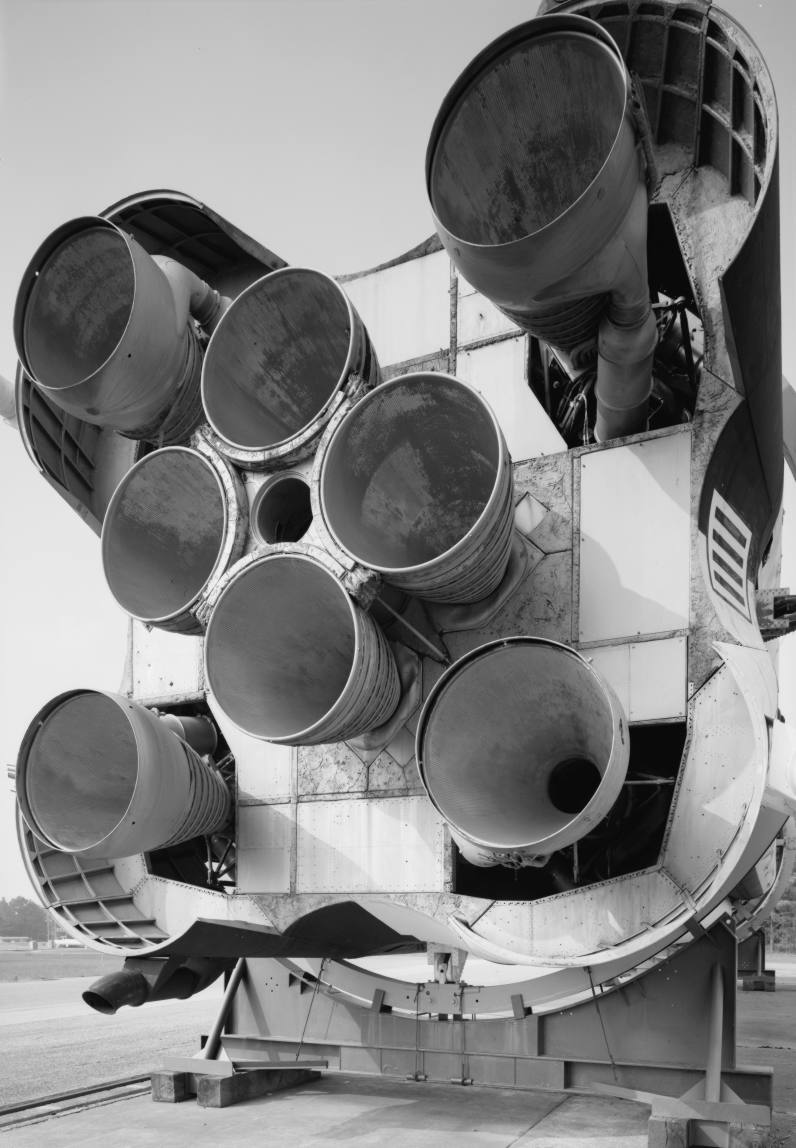
Gli 8 motori H-1 sul primo stadio del Saturn I

|                                 | Lanci effettuati    | Lanci effettuati  |
| SA-201 fino SA-205              | SA-206 e successivi |                   |
| ------------------------------- | ------------------- | ----------------- |
| Spinta al livello del mare      | 890 kN              | 910 kN            |
| Durata della spinta             | 155 s               | 155 s             |
| Impulso specifico               | 289 s (2,83 km/s)   | 289 s (2,83 km/s) |
| Massa a secco (a bordo)         | 830 kg              | 1000 kg           |
| Massa a secco (fuori bordo)     | 950 kg              | 950 kg            |
| Massa allo spegnimento          | 1000 kg             | 1000 kg           |
| Rapporto scarico                | 8:1                 | 8:1               |
| Propellenti                     | LOX & RP-1          | LOX & RP-1        |
| Rapporto miscela                | 2.23±2%             | 2.23±2%           |
| Portata propellente             | 132 L/s             |                   |
| Portata ossidante               | 210 L/s             |                   |
| Pressione nominale della camera | 633 psi (4,36 MPa)  |                   |